# Ichthyophis benjii
Ichthyophis benjii — вид червуг роду рибозмій (Ichthyophis) родини рибозміїв (Ichthyophiidae). Описаний у 2021 році.

## Етимологія
Видовий епітет benjii присвячений пам’яті Бенджаміна Лалремсанги (1988–2020, племінника автора таксона Хмара Тлавмте Лалремсанги), який активно допомагав авторуам у їхніх дослідженнях герпетофауни.

## Поширення
Ендемік Індії. Поширений у штаті Мізорам на сході країни.

## Опис
Червуга завдовжки до 40 см. Тіло коричневого забарвлення з вузькими неправильними слабкими бічними жовтими смугами, що починаються безпосередньо за головою і тягнуться до рівня задньої частини отвору, не стикаються з диском, ледь помітні або не помітні на комірах вентрально, плямисті в області тулуба.  Голова більш V-подібна, ніж U-подібна у вигляді зі спини.